# Скробук, Иосиф Васильевич
Иосиф Васильевич Скробук (1899—1948) — советский военачальник, генерал-майор Советской Армии.

## Биография

Могила Скробука на Введенском кладбище Москвы.

Иосиф Васильевич Скробук родился 3 февраля 1899 года в деревне Новосёлка (ныне — Слонимский район Гродненской области Белоруссии). Участвовал в боях Гражданской войны в качестве лётчика-наблюдателя. После окончания войны продолжил службу в Красной Армии, служил на командных должностях в авиационных частях. В начале 1930-х годов некоторое время командовал авиационной бригадой Научно-исследовательского института Военно-воздушных сил.
В 1932—1934 годах Скробук служил начальником 2-й Борисоглебской военной авиационной школы лётчиков (ныне — Борисоглебский учебный авиационный центр подготовки лётного состава имени В. П. Чкалова). В 1935 году он окончил особый факультет Военной академии имени М. В. Фрунзе. 4 июня 1940 года Скробуку было присвоено воинское звание генерал-майора авиации. В годы Великой Отечественной войны он возглавлял 1-е Чкаловское военное авиационное училище лётчиков. Внёс большой вклад в усовершенствование обучения курсантов училища, развитие материальной части училища. Среди его учеников — видные советские лётчики, кавалер высших наград СССР.
В 1943 году Скробук был направлен в действующую армию в качестве заместителя командующего 8-й воздушной армией Южного фронта. Курировал вопросы взаимодействия авиационных подразделений армии и наземных войск, неоднократно получал благодарности от командования Военно-воздушных сил Рабоче-Крестьянской Красной Армии.
Скончался 5 июля 1948 года, похоронен на Введенском кладбище (6 уч.).
Был награждён орденами Ленина, Красного Знамени и Красной Звезды, а также несколькими медалями.